# Lucy Boynton

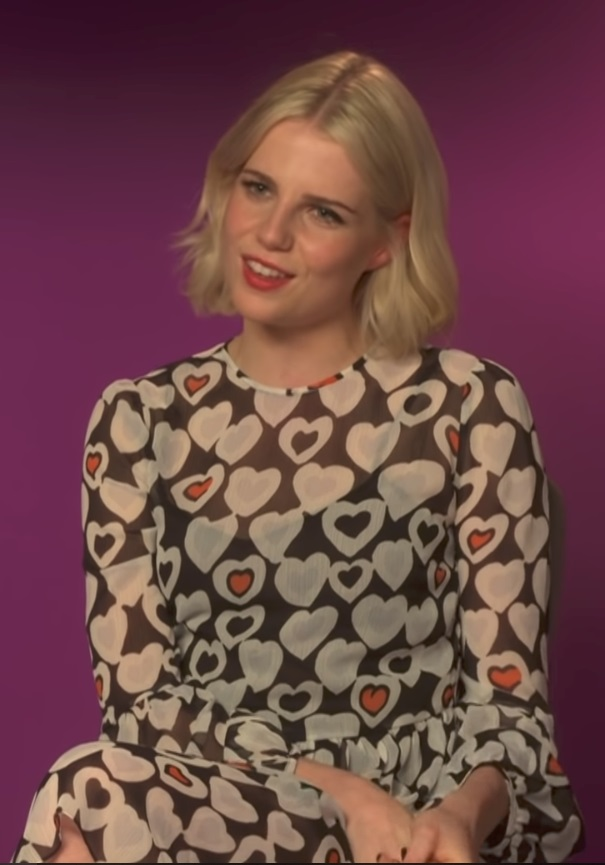
Lucy Boynton in 2018

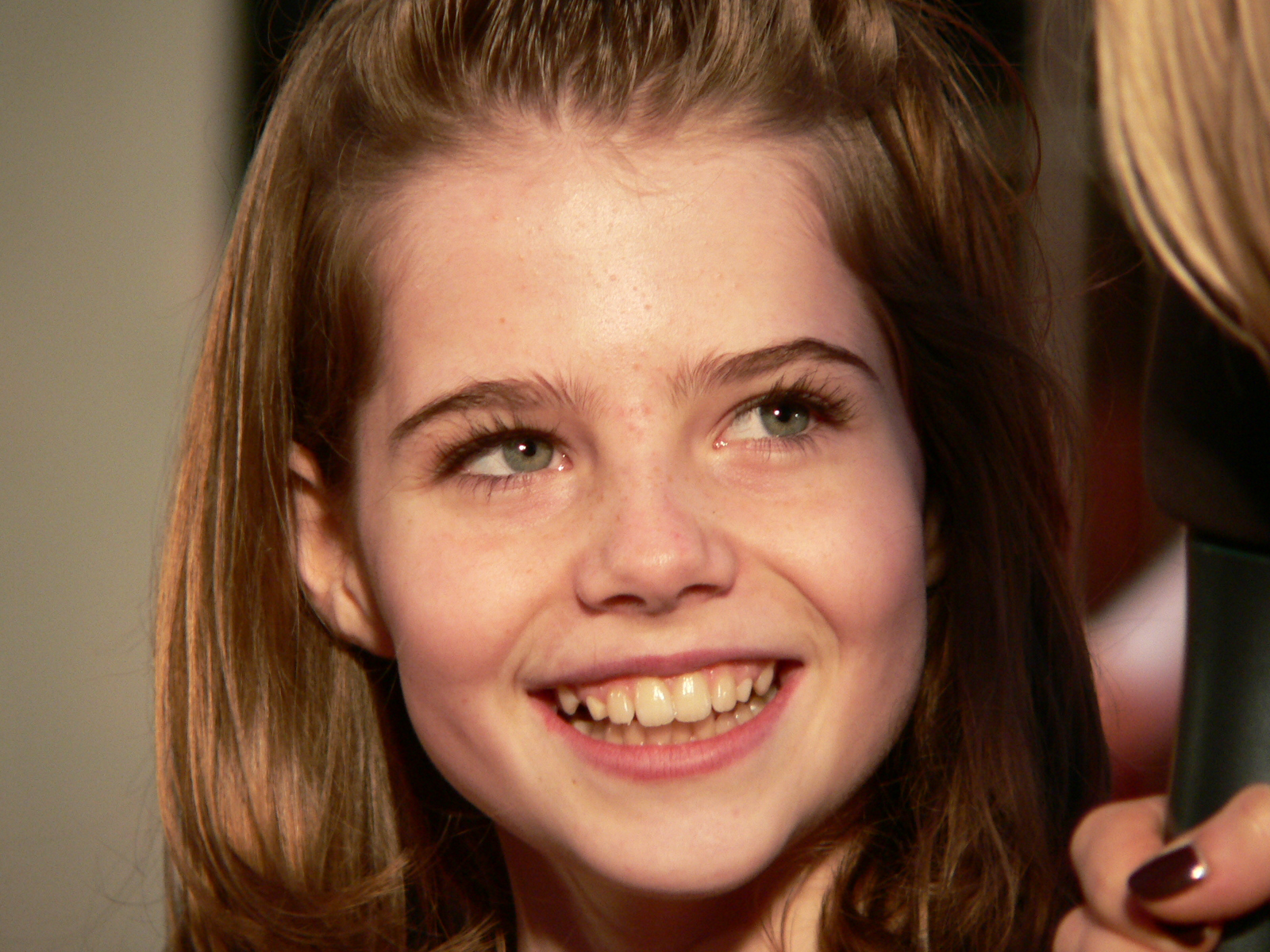
Lucy Boynton op de première van
Miss Potter in 2006

Lucy Christabel Boynton (New York, 17 januari 1994) is een Britse/Amerikaans actrice.

## Biografie
Boynton werd geboren in New York als dochter van een journalist en een schrijfster van reisverhalen, in een gezin van twee kinderen. Zij doorliep de high school aan de Blackheath High School in Blackheath en aan de James Allen's Girls' School in Dulwich.
In 2006 begon Boynton als jeugdactrice met acteren in de film Miss Potter, waarna zij nog meerdere rollen speelde in films en televisieseries. Voor de rol in deze film werd zij in 2007 genomineerd voor een Young Artist Award in de categorie Beste Optreden in een Film door een Jeugdactrice.

## Persoonlijk
- Lucy Boynton had een relatie met acteur Rami Malek, met wie ze in de film Bohemian Rhapsody samenspeelde als Mary Austin. Ze gingen uit elkaar in 2023.

## Filmografie

### Films
Uitgezonderd korte films.
- 2024 The Greatest Hits - als Harriet Gibbons
- 2023 Barbie - als Proust Barbie
- 2022 The Pale Blue Eye - als Lea Marquis
- 2022 Chevalier - als Marie Antoinette
- 2021 Locked Down - als Charlotte
- 2018 Bohemian Rhapsody - als Mary Austin
- 2018 Apostle - als Andrea
- 2017 Murder on the Orient Express - als Elena Andrenyi
- 2017 Let Me Go - als Emily
- 2017 Rebel in the Rye - als Claire Douglas
- 2016 Don't Knock Twice - als Chloe
- 2016 I Am the Pretty Thing That Lives in the House - als Polly
- 2016 Sing Street - als Raphina
- 2015 February - als Rose
- 2013 Copperhead - als Esther Hagadorn
- 2010 Mo - als Henrietta Norton
- 2007 Ballet Shoes - als Posy Fossil
- 2006 Miss Potter - als jonge Beatrix

### Televisieseries
UItgezonderd eenmalige gastoptredens.
- 2025 A Cruel Love: The Ruth Ellis Story - als Ruth Ellis - 4 afl.
- 2022 Why Didn't They Ask Evans? - als Frankie Derwent - 3 afl.
- 2022 The Ipcress File - als Jean Courtney - 6 afl.
- 2019-2020 The Politician - als Astrid Sloan - 15 afl.
- 2017 Gypsy - als Allison Adams - 10 afl.
- 2015 Life in Squares - als Angelica Bell - 2 afl.
- 2011-2014 Borgia - als zuster Lucia - 2 afl.
- 2008 Sense and Sensibility - als Margaret Dashwood - 3 afl.

- Bibsys: 8002218
- Biblioteca Nacional de España: XX5713648
- Bibliothèque nationale de France: cb17751345d (data)
- Catàleg d'autoritats de noms i títols de Catalunya: 981058611230506706
- Gemeinsame Normdatei: 113820644X
- International Standard Name Identifier: 0000 0000 4656 7054
- Library of Congress Control Number: no2008148793
- Nationale Bibliotheek van Tsjechië: xx0243523
- Nationale Bibliotheek van Israël: 987008729314805171
- Nederlandse Thesaurus van Auteursnamen: 40847193X
- Système universitaire de documentation: 199235732
- Virtual International Authority File: 63149106189468491504